# رجال ابن الغضائري
رجال ابن الغضائري أو الضعفاء كتاب في علم الرجال، يُنسب إلى ابن الغضائري، من أعلام الرجاليين والمحدثين في القرنين الرابع والخامس الهجري ، يعتبر الكتاب من المصادر الأساسية عند رجال الشيعة.
وهذا الكتاب مختلف فيه تضعيفاته، فيرى جماعة من علماء الشيعة أن تضعيفاته صحيحة ويرى أخرون عكس ذلك.

## الاختلاف في مؤلف الكتاب
يوجد خلاف بين علماء الشيعة حول مؤلف الكتاب: فذهب بعض علماء الشيعة أنَّ مؤلف الكتاب هو ابن الغضائري، وذهب البعض إلى أنه من تأليف والده، وذهب آخرون أنه من تأليف خصوم الشيعة:
- أحمد بن الحسين الغضائري: وهو رأي الطوسي[1] و النجاشي والحلي[2] و المجلسي[3] والسيستاني.[4] وغيرهم.

- حسين بن عبيد الله الغضائري: وهو رأي محمد تقي التستري[5] و الشهيد الثاني، وآقا حسين الخوانساري[6]، ومحمد بن حسين الساوجي، والمقدس الأردبيلي، وأحمد النراقي، وأسد الله الكاظمي التستري.[7]

- خصوم الشيعة: ذهب بعض علماء الرجال أنه من تأليف خصوم الشيعة وهو رأي الخوئي[8]، وآقا بزرك الطهراني.[9]

## مميزات الكتاب
- قد وثق مجموعة من الرواة في كتابه، ونقل عنه التوثيق خارج الكتاب أيضا.
- نقل عنه الانفراد بتوثيق عدة من الرواة، دون جميع علماء الرجال.
- إنه يناقش بعض التضعيفات المنقولة عن السابقين.
- يخلو من ذكر بعض الضعفاء الذين صرح الرجاليون بضعفهم.
- يستند إلى «عدم الطعن» لقبول بعض الرواة.[10]

## أعتبار الكتاب
هناك ثلاث آراء حول الكتاب:
- أن الكتاب هو الأفضل والأدق وهو مقدم على جميع كتب الرجال مثل رجال النجاشي والطوسي ، وهو رأي علي السستاني[4] ابن المطهر الحلي[11] المحقق الكلباسي.[11]
- أن الكتاب معتمد إذا لم يتعارض مع رجال النجاشي والطوسي وهو رأي أحمد بن طاووس.[12] ابن داوود الحلي.[12] عبد الله التستري[13] الفاضل التوني.[12] الوحيد البهبهاني.[12] [12] محمد تقي التستري.[12]
- أن الكتاب غير معتمد، وهو رأي المجلسي.[3] النوري الطبرسي.[12] الميرزا القمي[12] الخوئي.[8] أغا بزرك الطهراني.[9]

وذهب الذين قالوا الرأي الثالث أنَّ تضعيفاته غير معتبرة ولكن توثيقاته معتبرة.

## وصلات خارجية
- تحميل الكتاب